# Arieș

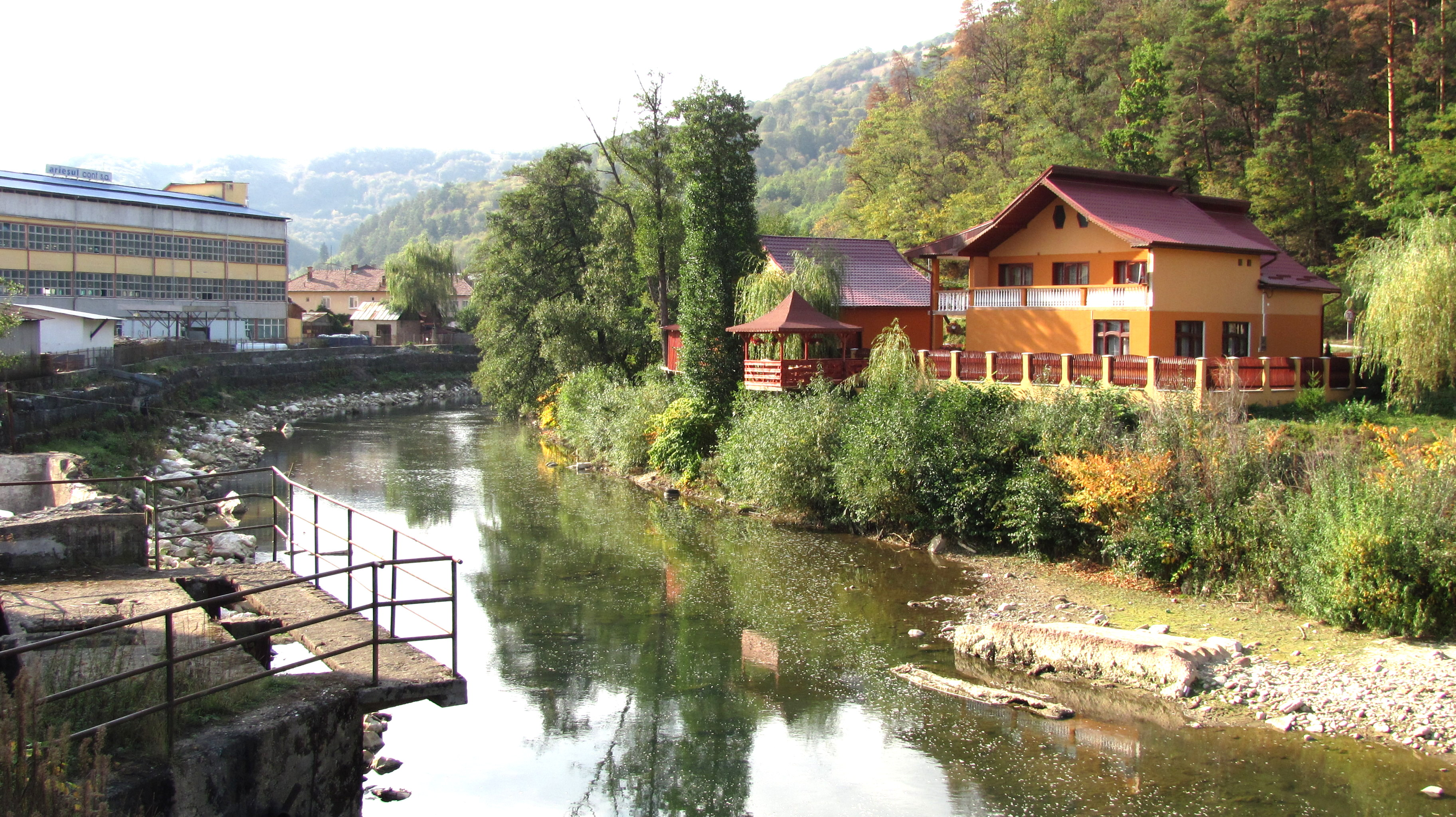

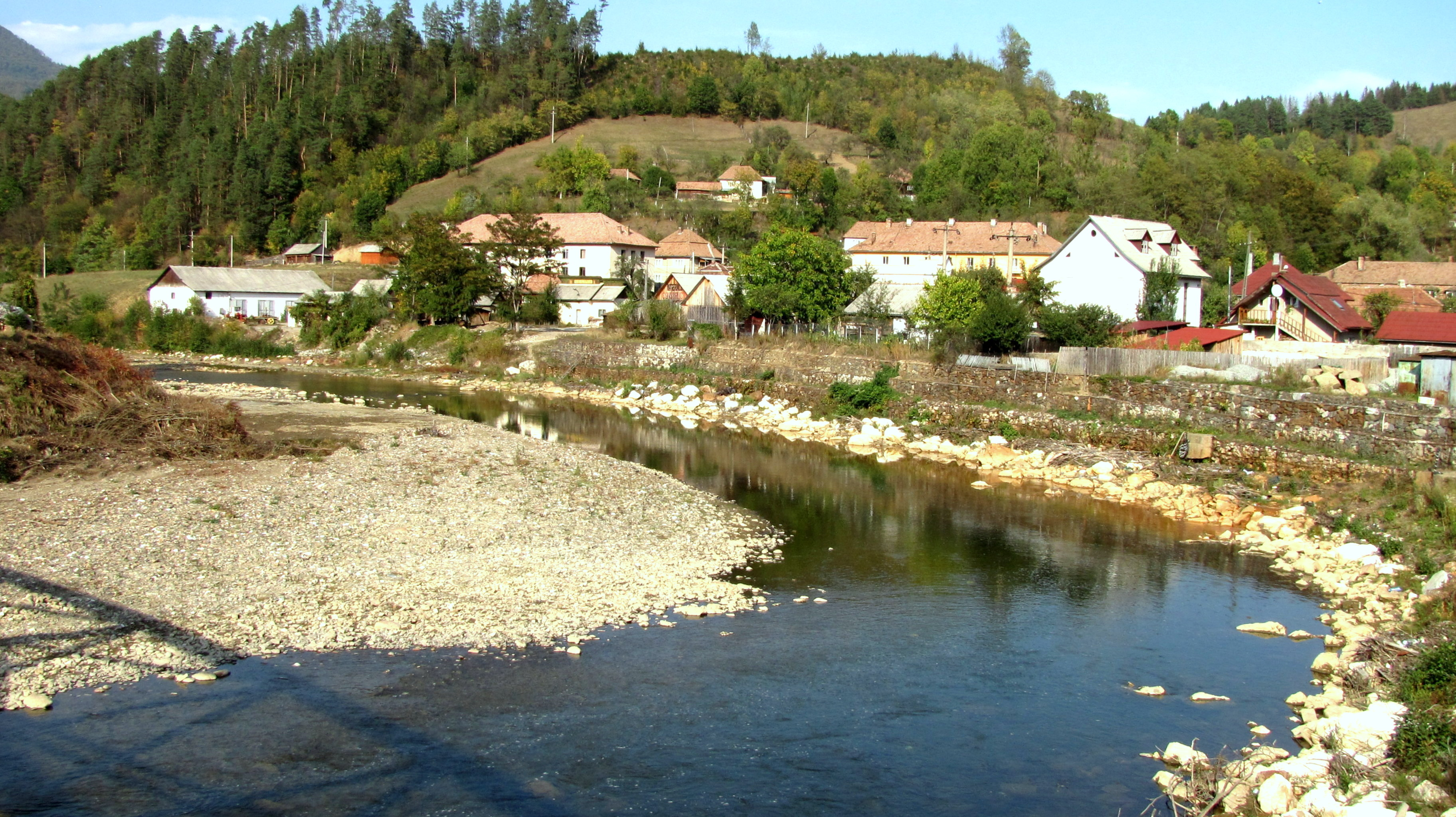

L'Arieș, (en (la) Aureus, en (hu) Aranyos: « or »),  est une rivière de Transylvanie, à l'ouest de la Roumanie, sous-affluente du Danube par le Mureș.

## Toponymie
L'Arieș est attesté dans l'Antiquité sous les noms de (la) Crisola (du grec Χρισός) et (la) Auratus. Elle doit son nom aux orpailleurs, car son bassin recélait alors des veines aurifères (épuisées depuis).

## Géographie
Sa source est située dans le massif du Bihor, qui fait partie des monts Apuseni dans les Carpates occidentales roumaines. Sa longueur est d'environ 164 km. Elle se jette dans le Mureș en aval de Luduș.
Elle arrose le Județ d'Alba et le Județ de Cluj.
Les villes de Turda et de Câmpia Turzii sont baignées par cette rivière. Sa vallée est également appelée « Țara Moților », région rustique mais également centre de la région minière de Roșia Montană, riche en or, argent et uranium.
D'autres toponymes portent le nom de ce cours d'eau, tels que Câmpia Turzii (en magyar Aranyosgyéres, voir Aranyosgerend (hu)), près de Luncani (village de la commune de Luna), ou encore l'Aranyosszék, ancienne division administrative de Transylvanie.